# نادي الجنسية
نادي الجنسية الرياضي (بالإنجليزية: Aljinssiya FC) نادي كرة قدم عراقي تأسس عام 2014 في بغداد لعب في دوري الدرجة الأولى العراقي موسم 2018-2019